# Le Déserteur de Fort Alamo
Pour plus de détails, voir Fiche technique et Distribution.
Le Déserteur de Fort Alamo (The Man from the Alamo) est un western américain réalisé par Budd Boetticher, sorti en 1953.

## Synopsis
Devant l’avancée des troupes mexicaines du général Santa Anna, le général Sam Houston lève une armée pour défendre la république du Texas. Il demande au colonel Travis de résister le plus longtemps possible à Fort Alamo. Johnny Stroud, un combattant du fort, est tiré au sort pour aller protéger les familles de ses compagnons des mercenaires de Jess Wade. Arrivé trop tard, il ne trouve que des décombres fumantes. Il recueille Carlos, le jeune fils de son ancien régisseur et seul survivant. À la ville voisine, les habitants ont appris que Fort Alamo était tombé et, prenant Stroud pour un lâche, tentent de le lyncher.

## Fiche technique
- Titre : Le Déserteur de Fort Alamo
- Titre original : The Man from the Alamo
- Réalisation : Budd Boetticher
- Scénario : Steve Fisher et D.D. Beauchamp, d’après l’histoire de Niven Busch et Oliver Crawford
- Décors : Russell A. Gausman, Ruby R. Levitt
- Costumes : Bill Thomas
- Photographie : Russell Metty
- Son : Leslie I. Carey, Corson Jowett
- Montage : Virgil W. Vogel
- Musique : Frank Skinner
- Production : Aaron Rosenberg
- Société de production : Universal International Pictures
- Société de distribution : Universal Pictures
- Pays d'origine :  États-Unis
- Langue originale : anglais
- Format : Couleur (Technicolor) — 35 mm — 1,37:1 - Son Mono (Western Electric Recording)
- Genre : western
- Durée : 79 minutes
- Dates de sortie : 
  -  États-Unis : 7 août 1953 (Los Angeles)
  -  France : 27 novembre 1953

## Distribution
- Glenn Ford (VF : Yves Furet) : John Stroud
- Julie Adams (VF : Jacqueline Ferrière) : Beth Anders
- Chill Wills (VF : Camille Guérini) : John Gage
- Hugh O'Brian (VF : Roger Rudel) : lieutenant Tom Lamar
- Victor Jory (VF : Pierre Morin) : Jess Wade
- Neville Brand (VF : Claude Bertrand/Jean Clarieux sur un plan) : Dawes
- John Daheim : Cavish
- Myra Marsh (VF : Cécile Didier) : Ma Anders
- Jeanne Cooper : Kate Lamar
- Marc Cavell : Carlos
- Edward Norris : Mapes
- Guy Williams : sergent
- George Eldredge : shérif Kohl
- Dan Poore (VF : Jean Clarieux) : Cobby
- Erik Neilson : le fils de Lamar
- Patricia Weil : la fille de Lamar
- Fred Coby : soldat
- Robert F. Hoy : soldat
- Carl Andre : soldat
- Emile Avery : soldat
- John Phillips : soldat
- Trevor Bardette : Davy Crockett
- Howard Negley (VF : Lucien Bryonne) : général Sam Houston
- Stuart Randall (en) : Jim Bowie
- Arthur Space (VF : Gérard Férat) : lieutenant colonel William Travis
- Polly Burson : femme dans le train
- Robert Carson : Jim, patriote texan
- Richard H. Cutting : habitant de Franklin
- Helen Gibson : femme dans le train
- Ethan Laidlaw : soldat
- Evan Loew : Mme Mapes
- Kenneth MacDonald (en) : habitant de Franklin
- John McKee : Kay
- Monte Montague : habitant de Franklin
- Jack Mower : patriote texan
- Frank Wilcox (VF : Pierre Morin) : patriote texan
- Eddie Parker : habitant de Franklin
- David Sharpe : soldat dans Alamo
- Robert Smiley : Hayworth
- Phil Chambers
- Brett Halsey
- Chuck Hamilton
- Bob Herron
- Alberto Morin
- Hugh Prosser
- Walter Reed
- Duke Taylor
- Dennis Weaver
- Patsy Weil
- Smoki Whitfield
- Stuart Whitman
- Guy Wilkerson